# Jørgen Lokdam
Jørgen Lokdam (født 26. oktober 1954) er en dansk advokat og direktør, der særligt har været markant indenfor arbejdet med retshjælp. 
Lokdam har siden 1985 været selvstændig advokat; virksomheden etableredes sammen med søsteren, Helle Lokdam. I 1992 fusionerede virksomheden til Advokatfirmaet Lokdam, Kjellund og Partnere. I dag hedder virksomheden Lokdam, Eilrich, Hannibal og Madsen og beskæftiger sig blandt andet fast ejendom. Ved siden af sit virke som advokat har Jørgen Lokdam desuden i en årrække fungeret som direktør i Expectkoncernens ejendomsselskaber.
Jørgen Lokdam var - som medlem af FBJ -For en Bedre Jurist - med til at grundlægge 1980 Kritisk Retshjælp i København (i dag Vesterbro Retshjælp) og har siden gennem Advokatrådets Retshjælpsudvalg arbejdet for gratis advokatbistand til ubemidlede såvel i Danmark som udlandet. Han har desuden fungeret som leder af en menneskerettighedsekspertgruppe i Afrika.
Han er desuden forfatter til flere bøger om gældssanering især af studiegæld, hvilket afstedkom forslag til forbedringer af lovgivningen på området. 
Jørgen Lokdam har siddet i bestyrelsen for blandt andet N. Kochs Skole, Frontløberne og Kaospiloterne. Han er bosiddende i Malling.